# Interstellar
Interstellar (no Brasil, Interestelar) é um filme anglo-americano de ficção científica, dirigido por Christopher Nolan e estrelado por Matthew McConaughey, Anne Hathaway, Jessica Chastain, Bill Irwin, Mackenzie Foy, Matt Damon, John Lithgow e Michael Caine. Ele conta a história de uma equipe de astronautas que viaja através de um buraco de minhoca à procura de um novo lar para a humanidade. Os irmãos Christopher e Jonathan Nolan escreveram o filme unindo ideias do primeiro com um roteiro que o segundo havia escrito em 2007. Nolan foi o produtor junto com sua esposa Emma Thomas e com Lynda Obst. O físico teórico Kip Thorne, cujo trabalho inspirou o filme, trabalhou como consultor científico e como produtor executivo.
O projeto foi co-financiado pela Paramount Pictures, Warner Bros. e Legendary Pictures, enquanto que a Syncopy Films e a Lynda Obst Productions serviram como as companhias produtoras. Nolan contratou o diretor de fotografia Hoyte van Hoytema e filmou Interstellar no formato anamórfico 35 mm e também IMAX 70 mm. As filmagens começaram no final de 2013 e passaram por Alberta, Canadá, pela Islândia e Los Angeles. O filme utiliza muitos efeitos especiais práticos e de miniatura, com a empresa Double Negative criando os efeitos visuais.
Interstellar teve sua estreia em 26 de outubro de 2014 em Los Angeles, sendo lançado comercialmente em novembro. Foi exibido em película cinematográfica em cinemas ainda equipados com essa tecnologia e depois indo para locais com tecnologia digital. O filme foi um grande sucesso nas bilheterias e recebeu críticas bastante positivas, que salientaram a precisão científica, trilha sonora, efeitos visuais e as atuações de McConaughey, Hathaway, Chastain e Foy.
O filme recebeu cinco indicações na cerimônia do Oscar 2015 nas categorias de Melhor Trilha Sonora, Melhor Edição de Som, Melhor Mixagem de Som, Melhor Direção de Arte e Melhores Efeitos Visuais, tendo vencido esta úlltima. Foi o filme mais pirateado em 2015, com cerca de 46,7 milhões de downloads ilegais. No entanto, isso não impediu Interstellar de se tornar um sucesso financeiro, arrecadando nos cinemas cerca de US$ 758 milhões contra um orçamento de US$ 165 milhões.

## Enredo
Pragas nas colheitas fizeram a civilização humana regredir para uma sociedade agrária em futuro de data desconhecida. Cooper, ex-piloto da NASA, tem uma fazenda com sua família. Murphy, a filha de dez anos de Cooper, acredita que seu quarto está assombrado por um fantasma que tenta se comunicar com ela. Pai e filha descobrem que o "fantasma" é uma inteligência desconhecida que está enviando mensagens codificadas através de radiação gravitacional, deixando coordenadas em binário que os levam até uma instalação secreta da NASA liderada pelo professor John Brand. O cientista revela que um buraco de minhoca foi aberto perto de Saturno e que ele leva a planetas que podem oferecer condições de sobrevivência para a espécie humana. As "missões Lázaro" enviadas anos antes identificaram três planetas potencialmente habitáveis orbitando o buraco negro Gargântua: Miller, Edmunds e Mann – nomeados em homenagem aos astronautas que os pesquisaram. Brand recruta Cooper para pilotar a nave espacial Endurance e recuperar os dados dos astronautas; se um dos planetas se mostrar habitável, a humanidade irá seguir para ele na instalação da NASA, que é na realidade uma enorme estação espacial. A partida de Cooper devasta Murphy.
Além de Cooper, a tripulação da Endurance é formada pela bióloga Amelia, filha de Brand; o cientista Romilly, o físico planetário Doyle, além dos robôs TARS e CASE. Eles entram no buraco de minhoca e se dirigem a Miller, porém descobrem que o planeta possui enorme dilatação gravitacional temporal por estar tão perto de Gargântua: cada hora na superfície equivale a sete anos na Terra. Eles entram em Miller e descobrem que é inóspito já que é coberto por um oceano raso e agitado por ondas enormes. Uma onda atinge a tripulação enquanto Amelia tenta recuperar os dados de Miller, matando Doyle e atrasando a partida. Ao voltarem para a Endurance, Cooper e Amelia descobrem que 23 anos se passaram.
Na Terra, Murphy, agora adulta, trabalha como cientista da NASA ajudando Brand na equação que permitirá o lançamento de uma enorme estação espacial usando a gravidade. Brand admite em seu leito de morte que já resolveu o problema e determinou que é impossível; ele escondeu a verdade para manter a esperança ainda viva e colocar sua fé no "Plano B": usar óvulos fertilizados a bordo da Endurance para recomeçar a espécie humana. Porém Murphy conclui que a equação pode funcionar com os dados adicionais da singularidade de um buraco negro.
A Endurance está com pouco combustível e é capaz de visitar apenas mais um planeta antes de voltar para a Terra. Eles selecionam Mann depois de uma votação tensa, por ser o único ainda transmitindo. Entretanto, eles descobrem que o planeta é gelado e inóspito; Mann sempre soube que o Plano B era o verdadeiro objetivo da missão e falsificou os dados sobre a viabilidade de seu mundo para que a Endurance o resgatasse. Ele quebra o visor do capacete de Cooper e o deixa para morrer, indo para a Endurance numa nave auxiliar. Romilly é morto por uma bomba armada secretamente por Mann a fim de proteger seu segredo. Amelia resgata Cooper em outra nave auxiliar. Mann atraca de forma incorreta na nave espacial e é morto numa explosão que também danifica a Endurance, porém Cooper usa sua nave auxiliar para controlá-la.
Quase sem combustível, Cooper e Amelia planejam catapultar a Endurance ao redor de Gargântua numa rota para Edmunds. TARS e Cooper se jogam no buraco negro se sacrificando para coletar os dados da singularidade e ajudar Amelia reduzindo a massa da nave espacial. Eles emergem em um "tesserato" extradimensional, onde o tempo é mostrado como dimensão espacial enquanto portais mostram pequenos momentos do quarto de infância de Murphy. Cooper raciocina que os supostos alienígenas que criaram o buraco de minhoca são na verdade humanos avançados que dominaram outras dimensões e construíram esse espaço para que ele pudesse se comunicar com a filha e salvar a humanidade. Cooper percebe que o "fantasma" de Murphy, na realidade, era ele mesmo, num período temporal mais avançado. De novo usando radiação gravitacional, passa os dados da singularidade coletados por TARS para o relógio de pulso de Murphy, que, adulta, também entende que o "fantasma" era o pai, comunicando-se com ela através da dimensão temporal, para que ela solucione a equação de Brand e lance a estação espacial da NASA, permitindo assim, evacuar a Terra.
Cooper acorda décadas depois numa estação espacial da NASA, um cilindro de O'Neill que orbita Saturno e serve de base para a humanidade viajar pelo buraco de minhoca. Cooper que envelheceu apenas alguns anos, devido à relatividade temporal,  reencontra Murphy, já mulher idosa, que havia liderado a espécie em seu êxodo. Ela convence o pai a viajar para reencontrar Amelia, que começou a preparação de Edmunds, descobrindo ser habitável para a humanidade. Cooper se reúne com TARS, que também foi salvo, e os dois roubam uma nave da NASA e partem para Edmunds.

## Elenco
- Matthew McConaughey como Joseph "Coop" Cooper, um ex-piloto viúvo da NASA que relutantemente se tornou um fazendeiro depois que a agência foi fechada pelo governo e, eventualmente, se junta à missão Endurance como o piloto principal.
- Anne Hathaway como Dra. Amelia Brand, filha do Professor Brand e cientista da NASA que, a bordo da missão Endurance, é responsável por conduzir a colonização do planeta
- Jessica Chastain como Murphy "Murph" Cooper, filha de Joseph, que eventualmente se torna uma cientista da NASA trabalhando com o Professor Brand
  - Mackenzie Foy como a jovem Murphy
  - Ellen Burstyn como a idosa Murphy
- John Lithgow como Donald, o sogro de Joseph e avô materno de Murphy e Tom
- Michael Caine como Professor John Brand, um cientista de alto escalão da NASA, pai de Amelia, ex-mentor de Cooper e diretor das missões Lazarus e Endurance
- Casey Affleck como Tom Cooper, filho de Joseph e irmão mais velho de Murphy, que eventualmente assume o comando da fazenda de seu pai
  - Timothée Chalamet como o adolescente Tom
- Wes Bentley como Dr. Doyle, um membro de alto escalão da NASA e da tripulação da Endurance
- Bill Irwin como TARS (voz e fantoches) e CASE (fantoches), os robôs designados para auxiliar a tripulação da Endurance
- Josh Stewart como CASE (voz)
- Topher Grace como Getty, colega e interesse amoroso de Murph
- David Gyasi como Dr. Romilly, membro de alto escalão da NASA e da tripulação da Endurance
- Matt Damon como Dr. Mann, um astronauta da NASA enviado a um planeta gelado durante o programa Lazarus
- Leah Cairns como Lois Cooper, esposa de Tom
- David Oyelowo como Diretor da Escola de Murphy
- Collette Wolfe como Sra. Hanley
- William Devane como Williams
- Elyes Gabel como Administrador da NASA
- Jeff Hephner como médico da estação Cooper

## Produção

### Desenvolvimento
A premissa de Interstellar foi concebida pela produtora Lynda Obst e pelo físico teórico Kip Thorne, que haviam colaborado em 1997 no filme Contact e se conheciam desde que Carl Sagan os apresentou em um encontro às escuras. Os dois, baseados no trabalho de Thorne, criaram uma situação sobre "os eventos mais exóticos do universo repentinamente se tornam acessíveis aos humanos", chamando o interesse do diretor Steven Spielberg. O desenvolvimento começou em junho de 2006 quando Spielberg e a Paramount Pictures anunciaram planos para um filme de ficção científica baseado no tratamento de oito páginas de Obst e Thorne. Ela produziria o filme, que foi relatado que "levaria vários anos antes de se formar" antes de Spielberg dirigí-lo. Jonathan Nolan foi contratado em março de 2007 para escrever o roteiro.
Spielberg levou em 2009 seu estúdio DreamWorks SKG da Paramount Pictures para a The Walt Disney Company, e assim era necessário um novo diretor para Interstellar. Nolan recomendou seu irmão Christopher Nolan, que entrou no projeto em 2012. Christopher Nolan se encontrou com Thorne, então produtor executivo do projeto, para discutir o uso do espaço-tempo na história. A Paramount Pictures e a Warner Bros. anunciaram em janeiro de 2013 que Nolan estava em negociações para dirigir o filme. O diretor disse que queria encorajar o voo espacial tripulado. Ele tinha a intenção de reescrever o roteiro, unido a história do seu irmão com uma ideia sua. Nolan é confirmado em março seguinte como diretor de Interstellar, que seria produzido sob sua companhia a Syncopy Films e também a Lynd Obst Productions. O diretor visitou a NASA e a SpaceX para realizar pesquisas para o filme.
Apesar da Paramount e da Warner serem estúdios tradicionalmente rivais, a Warner, que lançou os últimos filmes de Nolan, procurou uma participação em Interstellar. A Warner concordou em dar a Paramount os direitos para co-financiar o próximo filme da franquia Friday the 13th e ter uma participação em um futuro filme baseado na série South Park. A Warner também concordou em permitir que a Paramount co-financiasse "uma propriedade nível A da Warner a ser determinada". Em agosto de 2013, a Legendary Pictures finalizou um acordo com a Warner para financiar aproximadamente 25% da produção do filme; para participar de Interstellar a Legendary abriu mão de financiar Batman v Superman: Dawn of Justice.

### Escrita do roteiro e escolha do elenco

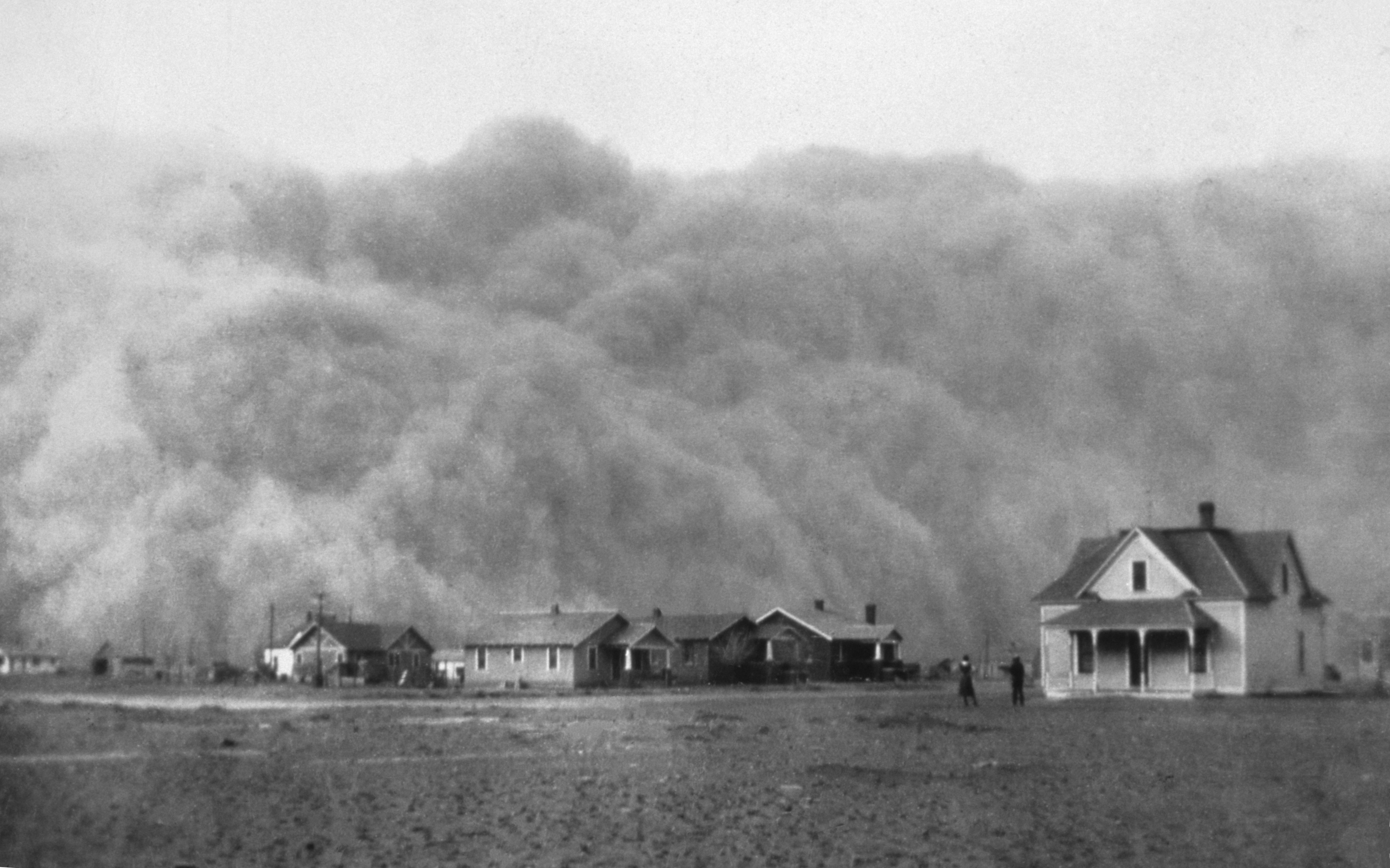
O fenômeno Dust Bowl da década de 1930, conforme documentado por Ken Burns na minissérie The Dust Bowl (2012), serviu de inspiração para a praga retratada no filme.

Jonathan Nolan trabalhou no roteiro por quatro anos. Para aprender os aspectos científicos, ele estudou sobre a Teoria da relatividade no Instituto de Tecnologia da Califórnia. Ele estava pessimista sobre o fim do programa dos ônibus espaciais e como a NASA não tinha financiamento para uma missão humana a Marte, inspirando-se em filmes de ficção científica com temas apocalípticos, como WALL-E (2008) e Avatar (2009). Jeff Jensen, da Entertainment Weekly, disse: "Ele ambientou a história em um futuro distópico devastado pela praga, mas povoado por pessoas resistentes que se recusam a se curvar ao desespero".
Seu irmão Christopher havia trabalhado em outros roteiros de ficção científica, mas decidiu pegar o roteiro de Interstellar e escolher entre a vasta gama de ideias apresentadas por Jonathan e Thorne. Ele escolheu o que sentiu, como diretor, que poderia "transmitir ao público e, com sorte, não perdê-lo", antes de fundi-lo com um roteiro no qual havia trabalhado por anos sozinho. Christopher manteve a concepção de Jonathan da primeira hora, que se passa em uma Terra com recursos esgotados em um futuro próximo. O cenário foi inspirado no Dust Bowl que ocorreu nos Estados Unidos durante a Grande Depressão na década de 1930. Ele revisou o resto do roteiro, onde uma equipe viaja para o espaço, em vez disso. Depois de assistir ao documentário em minissérie de 2012 The Dust Bowl para se inspirar, Christopher contatou o diretor, Ken Burns, e o produtor, Dayton Duncan. Eles lhe deram permissão para usar algumas de suas entrevistas em destaque em Interstellar.
Christopher Nolan queria um ator que pudesse dar vida à sua visão do personagem principal como um homem comum com quem "o público pudesse vivenciar a história". Ele se interessou em escalar Matthew McConaughey depois de assisti-lo em um corte inicial do filme Mud de 2012, que ele tinha visto como amigo de um de seus produtores, Aaron Ryder. Nolan foi visitar McConaughey enquanto ele estava filmando para a série de TV True Detective. Anne Hathaway foi convidada para jantar na casa de Nolan, onde leu o roteiro de Interstellar. No início de 2013, ambos os atores foram escalados para os papéis principais. Jessica Chastain foi contatada enquanto trabalhava no filme Miss Julie (2014) na Irlanda do Norte, e um roteiro foi entregue a ela. Originalmente, Irrfan Khan recebeu a oferta do papel de Dr. Mann, mas rejeitou devido a conflitos de agendamento; Matt Damon foi escalado como Mann no final de agosto de 2013 e concluiu as filmagens de suas cenas na Islândia.

### Filmagens
Nolan filmou Interstellar em película cinematográfica 35 mm e IMAX no formato anamórfico. O diretor de fotografia Hoyte van Hoytema foi contratado no lugar de Wally Pfister, o cinematógrafo que trabalhou com Nolan em todos os seus filmes anteriores, já que o segundo estava trabalhando em seu primeiro filme como diretor, Transcendence. Interstellar teve mais cenas rodadas em IMAX que qualquer um dos filmes anteriores de Nolan. Locações práticas foram construídas para minimizar o uso de imagens geradas por computação gráfica, como por exemplo o interior da Endurance. van Hoytema modificou as câmeras IMAX para que pudesse ser usadas como câmeras de mão em cenas interiores, enquanto que para cenas exteriores as câmeras foram colocadas no nariz de pequenos aviões a jato.
Conhecido por sempre manter os detalhes de suas produções em segredo, Nolan lutou para garantir o sigilo sobre Interstellar. O The Wall Street Journal contou que "O célebre cineasta sigiloso tem ido a extremos para proteger o roteiro de [...] Interstellar, da mesma maneira que fez com a trilogia de sucesso Dark Knight". Uma das medidas de segurança foi que o filme foi filmado sob o nome de Flora's Letter, com Flora sendo o nome de uma das filhas de Nolan com a produtora Emma Thomas.

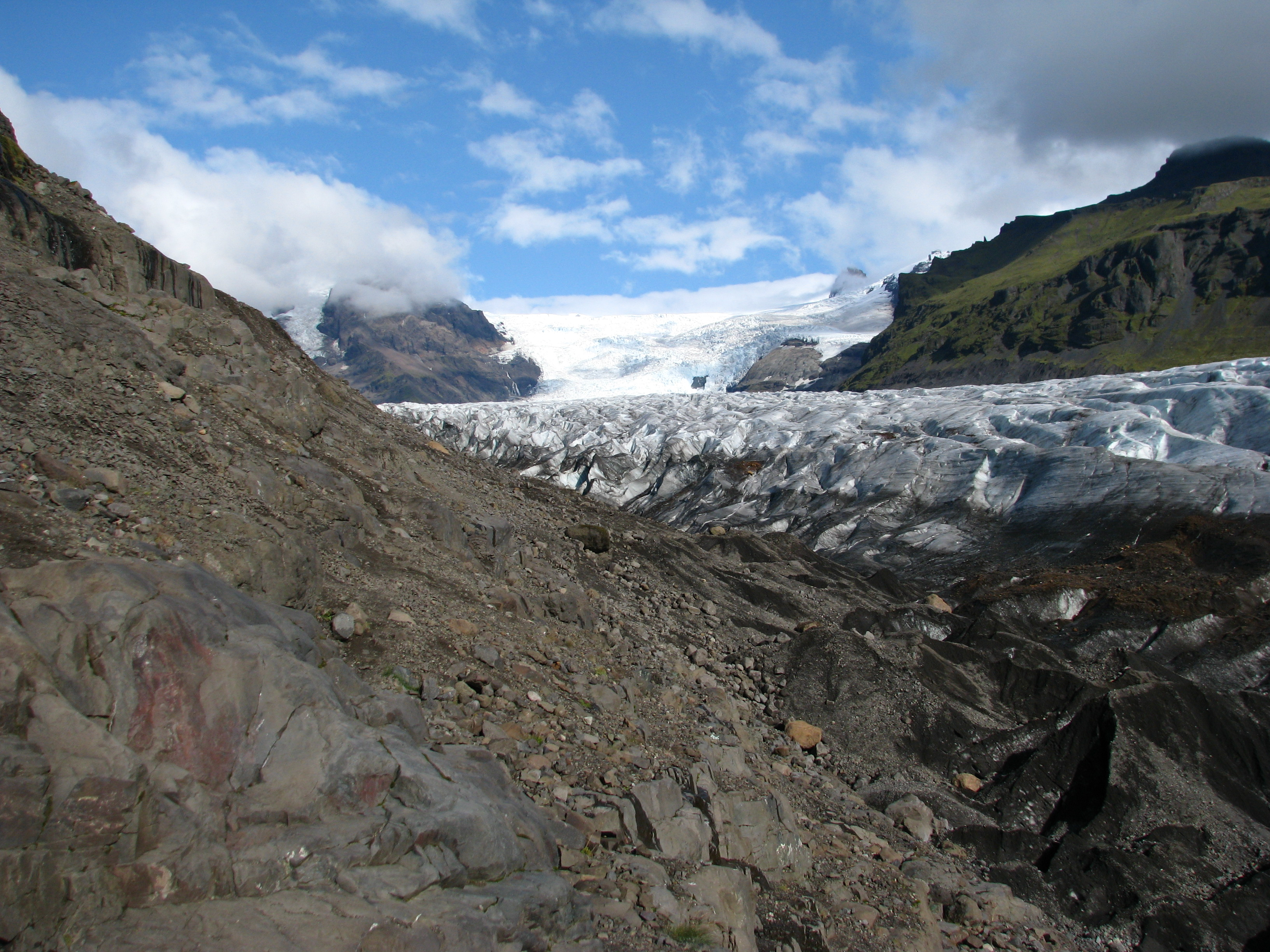
A geleira Svínafellsjökull, na Islândia, foi uma das locações de Interstellar, onde serviu para ambientação do planeta de Mann.

A fotografia principal do filme estava programada para durar quatro meses. Começou em 6 de agosto de 2013, na província de Alberta, Canadá. As cidades de Alberta onde as filmagens ocorreram incluem Nanton, Longview, Lethbridge, Fort Macleod e Okotoks. Em Okotoks, as filmagens ocorreram no campo de baseball Seaman Stadium e no Olde Town Plaza. Para uma cena de milharal, o designer de produção Nathan Crowley plantou 500 acres (200 ha) de milho que seriam destruídos em uma cena de tempestade de poeira apocalíptica com a intenção de ser semelhante às tempestades experimentadas durante o Dust Bowl dos anos 1930. Cenas adicionais envolvendo a tempestade de poeira e o personagem de McConaughey também foram filmadas em Fort Macleod, onde as nuvens gigantes de poeira foram criadas no local usando grandes ventiladores para soprar poeira sintética à base de celulose pelo ar. As filmagens na província duraram até 9 de setembro de 2013 e envolveram centenas de figurantes, além de 130 membros da equipe, a maioria dos quais eram locais.
As filmagens também ocorreram na Islândia, onde Nolan já havia filmado cenas para Batman Begins (2005). Foi escolhido para representar dois planetas extraterrestres: um coberto de gelo e o outro de água. A equipe transportou naves espaciais simuladas pesando cerca de 10.000 libras (4.500 kg). Eles passaram duas semanas filmando lá, durante as quais uma equipe de cerca de 350 pessoas, incluindo 130 moradores locais, trabalhou no filme. As locações incluíam a geleira Svínafellsjökull e a cidade de Klaustur. Enquanto filmava uma cena aquática na Islândia, Hathaway quase sofreu de hipotermia porque seu traje seco não estava devidamente preso.
Após a conclusão do cronograma na Islândia, a equipe filmou em Los Angeles por 54 dias. Os locais de filmagem incluíram o Westin Bonaventure Hotel and Suites, o Los Angeles Convention Center, um estúdio da Sony Pictures em Culver City e uma residência particular em Altadena, Califórnia. As filmagens foram concluídas em dezembro de 2013. A produção teve um orçamento de US$ 165 milhões, dez milhões a menos do que foi alocado pela Paramount, Warner Bros. e Legendary Pictures.

### Desenhos de produção
Interstellar apresenta três naves espaciais — a Endurance, uma ranger e uma lander. A Endurance, a nave-mãe da tripulação, é uma estrutura circular composta por doze cápsulas, dispostas de forma plana para imitar um relógio: quatro cápsulas com equipamento de assentamento planetário, quatro com motores e quatro com as funções permanentes de cabine, laboratórios médicos e habitação. O designer de produção Nathan Crowley disse que a Endurance foi baseada na Estação Espacial Internacional: "É uma verdadeira mistura de diferentes tipos de tecnologia. Você precisa de coisas analógicas, assim como coisas digitais, você precisa de sistemas de backup e interruptores tangíveis. É realmente como um submarino no espaço. Cada centímetro de espaço é usado, tudo tem um propósito". A função da ranger é semelhante à do ônibus espacial, sendo capaz de entrar e sair de atmosferas planetárias. Por fim, a lander transporta as cápsulas com equipamento de assentamento para superfícies planetárias. Crowley comparou-a a "um pesado helicóptero russo".
O filme apresenta dois robôs, CASE e TARS, bem como um terceiro robô desmontado, KIPP. Nolan queria evitar tornar os robôs antropomórficos e escolheu um design quadrilátero de 1,5m. Ele disse: "Ele tem uma filosofia de design muito complicada. É baseado em matemática. Você tem quatro blocos principais e eles podem ser unidos de três maneiras. Então, você tem três combinações que segue. Mas então, dentro disso, ele se subdivide em mais três juntas. E todos os lugares em que vemos linhas — essas podem se subdividir ainda mais. Então você pode desdobrar um dedo, essencialmente, mas é tudo proporcional". Bill Irwin deu voz e controlou fisicamente ambos os robôs, com sua imagem removida digitalmente, e Josh Stewart substituiu sua voz para CASE. Os habitats espaciais humanos no fim do filme lembram o Cilindro de O'Neill, um modelo teórico de habitat espacial proposto pelo físico Gerard K. O'Neill em 1976.

### Música
Hans Zimmer, que compôs as trilhas da trilogia The Dark Knight de Nolan e A Origem (2010), voltou para trabalhar em Interstellar. Nolan optou por não fornecer a Zimmer um roteiro ou quaisquer detalhes do enredo, mas em vez disso deu a ele uma única página que contava a história de um pai deixando seu filho para trabalhar. Foi por meio dessa conexão que Zimmer criou os estágios iniciais da trilha sonora de Interstellar. Zimmer e Nolan mais tarde decidiram que o órgão musical da Igreja Templária de Londres fabricado em 1926 pela Harrison & Harrison seria o instrumento principal para a trilha sonora. Zimmer conduziu 45 sessões de pontuação para Interstellar, três vezes mais do que para A Origem. O álbum da trilha sonora foi lançado em 18 de novembro de 2014.

### Influências
Para a realização do filme, Nolan foi influenciado pelo que ele chamou de "pedras de toque principais" do cinema de ficção científica, incluindo Metrópolis (1927), 2001: A Space Odyssey (1968), Blade Runner (1982), Star Wars: Episódio IV – Uma Nova Esperança (1977) e Alien, o Oitavo Passageiro (1979). O filme soviético O Espelho (1975), de Andrei Tarkovsky, influenciou "coisas elementares na história relacionadas ao vento, poeira e água", de acordo com Nolan, que também comparou Interstellar a O Tesouro de Sierra Madre (1948) como um filme sobre a natureza humana. Ele procurou emular filmes como Tubarão (1975) e Close Encounters of the Third Kind (1977), de Steven Spielberg, por serem adequados para a família, mas também "tão ousados, incisivos e desafiadores quanto qualquer outra coisa no espectro de sucesso de bilheteria". Ele exibiu Os Eleitos (1983) para a equipe antes da produção, a fim de seguir seu exemplo ao capturar reflexos nas viseiras dos astronautas interestelares. Para mais inspiração, Nolan convidou a ex-astronauta Marsha Ivins para visitar o set de filmagens. Nolan e sua equipe estudaram os documentários IMAX da NASA do cineasta Toni Myers para referência visual de missões espaciais e se esforçaram para imitar o uso de câmeras IMAX nos espaços fechados dos interiores das espaçonaves. A retratação da criação de Clark Kent em Man of Steel (2013) serviu de inspiração para o cenário da fazenda no Centro-Oeste. Além dos filmes, Nolan também se inspirou nos trabalhos de arquitetura de Ludwig Mies van der Rohe.

## Marketing
O teaser trailer de Interstellar estreou em 13 de dezembro de 2013 e apresentou clipes relacionados à exploração espacial, acompanhados por uma narração do personagem de Matthew McConaughey, Cooper. O trailer teatral estreou em 5 de maio de 2014, no Lockheed Martin IMAX Theater em Washington, DC, e foi disponibilizado online no final daquele mês. Na semana que terminou em 19 de maio, foi o trailer de cinema mais visto, com mais de 19,5 milhões de visualizações no YouTube.
Nolan e McConaughey fizeram suas primeiras aparições na San Diego Comic-Con em julho de 2014 para promover Interstellar. No mesmo mês, a Paramount Pictures lançou um site interativo, no qual os usuários descobriam um mapa estelar relacionado ao pouso da Apollo 11 na Lua.
Em outubro de 2014, a Paramount fez uma parceria com o Google para promover Interstellar em várias plataformas. O site do filme foi relançado como um hub digital hospedado em um domínio do Google, que coletou feedbacks do público do filme e vinculou a um aplicativo móvel. Ele apresentava um jogo no qual os jogadores podiam construir modelos do Sistema Solar e usar um simulador de voo para viagens espaciais. A parceria Paramount-Google também incluiu uma cápsula do tempo virtual compilada com conteúdo gerado pelo usuário, disponibilizada em 2015.
A Paramount forneceu um passo a passo em realidade virtual da nave espacial Endurance usando a tecnologia Oculus Rift. Ela hospedou o passo a passo sequencialmente na cidade de Nova York, Houston, Los Angeles e Washington, DC, de 6 de outubro a 19 de novembro de 2014. A editora Running Press lançou Interstellar: Beyond Time and Space, um livro de Mark Cotta Vaz sobre a produção do filme, em 11 de novembro. A Titan Books lançou a novelização oficial do filme, escrita por Greg Keyes, enquanto a revista Wired lançou uma história em quadrinhos online, Absolute Zero, escrita por Christopher Nolan e desenhada por Sean Gordon Murphy; a HQ é uma prequela do filme, com Mann sendo o protagonista.

## Lançamento

### Teatral
Antes do lançamento público de Interstellar, o CEO da Paramount, Brad Grey, organizou uma exibição privada em 19 de outubro de 2014, no cinema AMC Lincoln Square IMAX em Manhattan, Nova York. A Paramount então mostrou Interstellar para alguns cineastas e atores da indústria em uma exibição de primeira vista no California Science Center em 22 de outubro. No dia seguinte, o filme foi exibido no TCL Chinese Theatre em Los Angeles, Califórnia, para mais de novecentos membros do Screen Actors Guild. O filme estreou oficialmente em 26 de outubro no mesmo local, seguido por uma estreia na Europa em 29 de outubro no Odeon Leicester Square em Londres.
Interstellar foi lançado no início de 4 de novembro em vários cinemas de 70 mm IMAX e em 35 mm, e teve um lançamento limitado na América do Norte em 5 de novembro, acompanhado de um lançamento amplo em 7 de novembro. O filme foi lançado na Bélgica, França e Suíça em 5 de novembro, no Reino Unido em 7 de novembro e em territórios adicionais nos dias seguintes. Para o lançamento limitado na América do Norte, Interstellar foi projetado em filmes de 70 mm e 35 mm em 249 cinemas que ainda suportavam esses formatos, incluindo pelo menos 41 cinemas IMAX de 70 mm. Um projetor IMAX de 70 mm foi instalado no TCL Chinese Theatre para exibir o formato. O lançamento amplo do filme se expandiu para cinemas que o exibiram digitalmente. A Paramount Pictures distribuiu o filme na América do Norte enquanto a Warner Bros. o fez no resto do mundo. O filme foi lançado em mais de 770 telas IMAX em todo o mundo, se tornando o maior lançamento global de um filme em cinemas IMAX até ser superado por Furious 7 (2015) da Universal Pictures, que contou com 810 cinemas IMAX.

### Mídia doméstica
Interstellar foi lançado em home video em 31 de março de 2015, tanto no Reino Unido quanto nos Estados Unidos. O filme liderou a parada de vendas de mídia doméstica por um total de duas semanas. Foi lançado no formato Ultra HD Blu-ray em 19 de dezembro de 2017.
Foi relatado que Interstellar foi o filme mais pirateado de 2015, com uma estimativa de 46,7 milhões de downloads via BitTorrent.

## Recepção

### Comercial
Interestelar arrecadou US$ 188 milhões nos Estados Unidos e Canadá e US$ 493 milhões em outros países, obtendo um total mundial de US$ 681 milhões no lançamento original, contra um orçamento de produção de US$ 165 milhões. O Deadline Hollywood calculou o lucro líquido em US$ 47 milhões, contabilizando orçamentos de produção, marketing, participações de talentos e outros custos, com bilheteria e receitas auxiliares da mídia doméstica, colocando-o em 20º lugar na lista de "Blockbusters Mais Valiosos" de 2014. O filme vendeu cerca de 22 milhões de ingressos no mercado interno.
O filme estabeleceu um recorde de abertura IMAX em todo o mundo com US$ 20,5 milhões em 574 cinemas IMAX, superando o recorde de US$ 17 milhões detido por The Hunger Games: Catching Fire (2013), além de se tornar a melhor abertura para um IMAX 2D não sequêncial lançado em novembro. Teve uma abertura mundial de US$ 133 milhões, que foi a décima maior abertura de 2014 e se tornou o décimo filme de maior bilheteria daquele ano.Interestelar se tornou o quarto filme na história do cinema a arrecadar mais de US$ 100 milhões em todo o mundo com vendas de ingressos IMAX.

### Crítica
No agregador de resenhas Rotten Tomatoes, 73% das 378 avaliações críticas sobre o filme são positivas; com uma nota média de 7,1/10, o consenso dos críticos do site diz: "Interstellar representa mais do cinema emocionante, instigante e visualmente resplandecente que os espectadores esperam do escritor e diretor Christopher Nolan, mesmo que seu alcance intelectual exceda um pouco seu alcance". O Metacritic atribuiu ao filme uma pontuação de 74 de 100 com base em 46 críticos, indicando "avaliações geralmente favoráveis". O público pesquisado pelo CinemaScore deu ao filme uma nota média "B+" em uma escala de "A+" a "F".
Scott Foundas, crítico-chefe de cinema da Variety, disse que Interstellar é "tão visualmente e conceitualmente audacioso quanto qualquer coisa que Nolan já fez" e considerou o filme "mais pessoal" do que os filmes anteriores do diretor. Claudia Puig do USA Today elogiou o espetáculo visual e os temas poderosos, enquanto criticava o diálogo "enfadonho" e os "remendos tediosos dentro da nave espacial". David Stratton do programa australiano At the Movies avaliou o filme com quatro estrelas e meia de cinco, elogiando sua ambição, efeitos e apresentação IMAX de 70 mm, embora criticando o som por "ser tão alto" a ponto de tornar parte do diálogo "inaudível"; por outro lado, a co-apresentadora Margaret Pomeranz avaliou o filme com três de cinco, pois sentiu que o drama humano se perdeu entre os conceitos científicos do filme. Henry Barnes, crítico do jornal britânico The Guardian, deu ao filme três de cinco estrelas, chamando-o de "um espetáculo glorioso, mas um drama leve, com poucos personagens e raros lampejos de humor". James Berardinelli chamou Interstellar de "uma conquista incrível" e "simultaneamente um empreendimento de ficção científica de grande orçamento e um conto muito simples de amor e sacrifício. É por vezes nervoso, de tirar o fôlego, esperançoso e de partir o coração".

"Já faz um tempo que alguém não aparece com uma visão tão grande das coisas... Até mesmo os elementos, o fato de que a poeira está em todo lugar, e eles estão vivendo nesta tigela de poeira que está envolvendo completamente esta área do mundo. Isso é quase algo que você espera de Tarkovsky ou Malick, não de um filme de aventura de ficção científica"

—Quentin Tarantino sobre Interstellar.
Oliver Gettell do Los Angeles Times relatou que "os críticos de cinema concordam amplamente que Interstellar é uma saga de ficção científica divertida, emocional e instigante, mesmo que também possa ser desajeitada e sentimental às vezes". James Dyer da revista Empire concedeu ao filme cinco estrelas, descrevendo-o como "inteligente, maluco e lindo de se ver... uma ópera alucinante de espaço e tempo com uma alma envolvida em toda a ciência". Dave Calhoun do Time Out London também concedeu ao filme uma pontuação máxima de cinco estrelas, afirmando que é "uma história de aventura cósmica ousada e bonita com um toque do surreal e do onírico". Richard Roeper do Chicago Sun-Times concedeu ao filme quatro estrelas e escreveu: "Este é um dos filmes mais lindos que já vi - em termos de seus visuais e sua mensagem predominante sobre as forças poderosas da única coisa que todos nós conhecemos, mas não podemos medir em termos científicos: o amor".
Descrevendo Nolan como um "mercador de admiração", Tim Robey do jornal britânico The Telegraph pensou que Interstellar estava "agonizantemente" perto de uma obra-prima, destacando a ousadia conceitual e a "inteligência profunda" do filme. Todd McCarthy do The Hollywood Reporter escreveu: "Este épico grandiosamente concebido e executado tenta dar igual peso às emoções humanas íntimas e especulações sobre o cosmos, com resultados mistos, mas nunca é menos do que envolvente, e às vezes mais do que isso". Em sua crítica para a Associated Press, Jake Coyle elogiou o filme por sua "grandeza na tela grande", enquanto achou alguns dos diálogos "desajeitados"; ele o descreveu ainda como "um esforço absurdo" e "um dos filmes mais sublimes da década". Scott Mendelson da revista Forbes listou Interstellar como um dos filmes mais decepcionantes de 2014, afirmando que o filme "tem falta de fluxo, perda de impulso após o clímax, mixagem de som desajeitada" e "personagens fracos", apesar de assistir ao filme duas vezes para "dar uma segunda chance"; ele escreveu que Interstellar "acaba como uma variação simplificada e um tanto abafada de qualquer número de filmes do tipo 'vá para o espaço para salvar o mundo'". O crítico de cinema Matt Zoller Seitz do portal RogerEbert.com deu ao filme três e meia de quatro estrelas, dizendo que apesar de suas queixas habituais sobre o diálogo excessivo de Nolan e sua falta de senso de composição, "[Interstellar] ainda é um filme impressionante, às vezes surpreendente, que me oprimiu a ponto de minhas objeções habituais ao trabalho de Nolan desaparecerem... Às vezes, a narrativa completa do filme evoca o espírito durão de um filme de John Ford... um filme que prefere tentar ser oito ou nove coisas do que apenas uma".
O colunista do New York Times David Brooks concluiu que Interstellar explora as relações entre "ciência e fé, e ciência e humanidades" e "ilustra a simbiose real entre esses reinos". Mark Steyn comentou sobre o futuro tecnológico e o foco no relacionamento pai-filha. Wai Chee Dimock, em resenha à revista Los Angeles Review of Books, escreveu que os filmes de Nolan são "giratórios em 90, 180 e 360 graus" e que "embora haja considerável pensamento mágico aqui, tornando-o quase um filme anti-ficção científica, mantendo a esperança de que o fim do planeta não seja o fim de tudo, ele se inverte, no entanto, quando essa magia fica aquém quando a licença poética está nua e clara para todos verem". O escritor George R. R. Martin chamou Interstellar de "o filme de ficção científica mais ambicioso e desafiador desde 2001 de Kubrick". Em 2020, a revista Empire classificou-o como um dos melhores filmes do século XXI.

### Prêmios e indicações
Oscar 2015
| Categoria                | Recipiente                                               | Resultado |
| ------------------------ | -------------------------------------------------------- | --------- |
| Melhor Trilha Sonora     | Hans Zimmer                                              | Indicado  |
| Melhor Edição de Som     | Richard King                                             | Indicado  |
| Melhor Mixagem de Som    | Mark Weingarten, Gary Rizzo, Gregg Landaker              | Indicado  |
| Melhor Direção de Arte   | Nathan Crowley, Gary Fettis                              | Indicado  |
| Melhores Efeitos Visuais | Paul Franklin, Andrew Lockley, Ian Hunter e Scott Fisher | Venceu    |

## Precisão científica

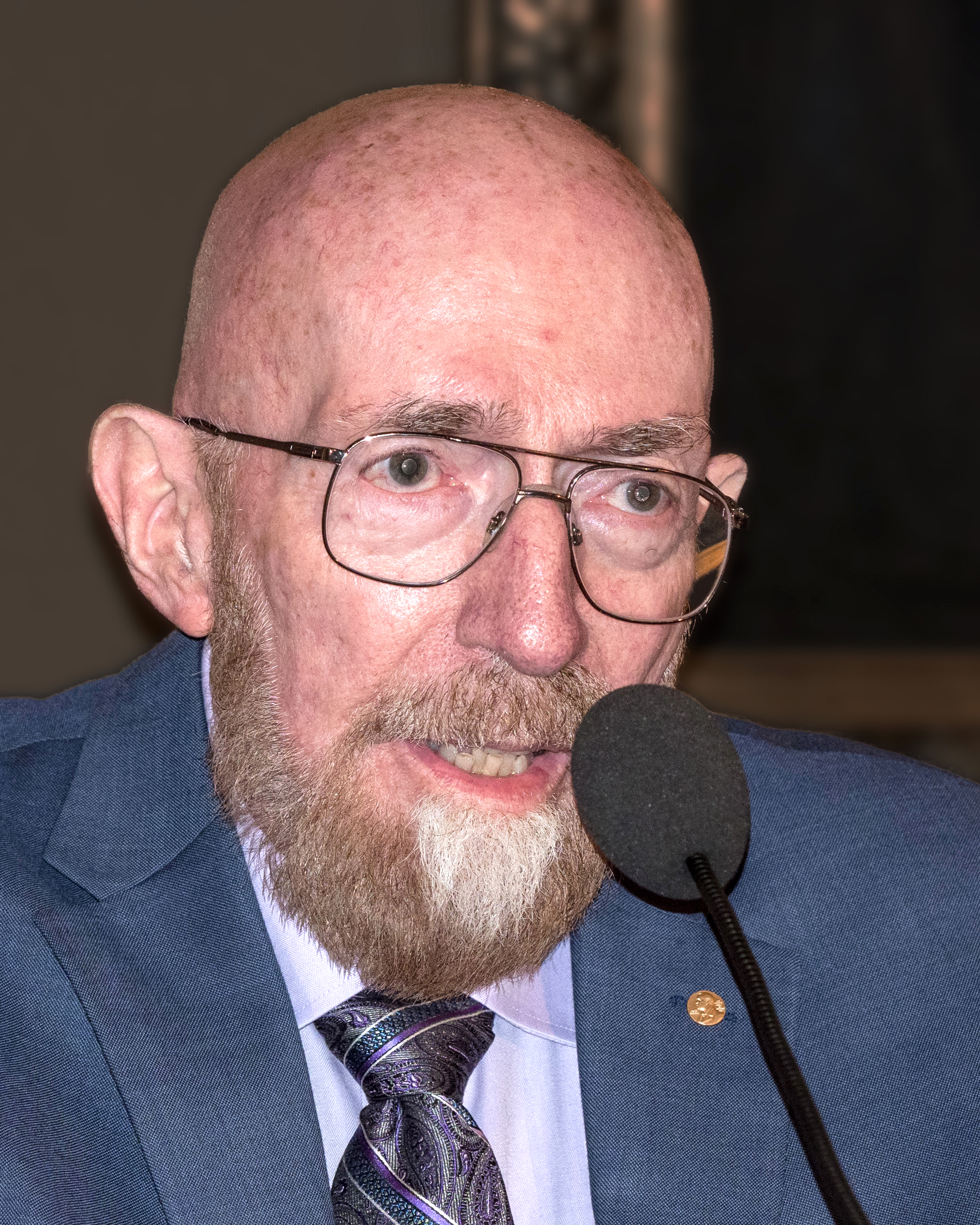
Kip Thorne, um físico teórico e ganhador do Prêmio Nobel, atuou como consultor científico e produtor executivo.

Em relação aos conceitos de buracos de minhoca e buracos negros, Kip Thorne disse que "trabalhou nas equações que permitiriam rastrear os raios de luz enquanto viajavam por um buraco de minhoca ou ao redor de um buraco negro — então o que você vê é baseado nas equações da relatividade geral de Einstein". No início do processo, Thorne estabeleceu duas diretrizes: "Primeiro, que nada violaria as leis físicas estabelecidas. Segundo, que todas as especulações extravagantes [...] surgiriam da ciência e não da fértil imaginação de um roteirista." Nolan aceitou esses termos, desde que eles não atrapalhassem a criação do filme. Em um momento, Thorne passou duas semanas debatendo com Nolan para evitar que um personagem viajasse mais rápido que a luz, até que Nolan finalmente desistiu. Segundo Thorne, o elemento com maior grau de liberdade artística são as nuvens de gelo em um dos planetas visitados, que são estruturas que iriam além da resistência material que o gelo poderia suportar.
O astrobiólogo David Grinspoon criticou a situação de "praga" severa na Terra retratada nas cenas iniciais, apontando que, mesmo com uma praga voraz, seriam necessários milhões de anos para reduzir o teor de oxigênio da atmosfera. Ele também observou que a gravidade deveria ter puxado as nuvens de gelo para baixo. Neil deGrasse Tyson, um astrofísico, explorou a ciência por trás do final de Interestelar, concluindo que é teoricamente possível interagir com o passado e que "não sabemos realmente o que há dentro de um buraco negro, então aceite isso e siga em frente". O físico teórico Michio Kaku elogiou o filme por sua precisão científica e disse que Interestelar "poderia estabelecer o padrão de ouro para filmes de ficção científica nos próximos anos". Timothy Reyes, um ex-engenheiro de software da NASA, afirmou que "a abordagem de Thorne e Nolan sobre buracos negros, buracos de minhoca e o uso da gravidade é excelente".

### Buracos de minhoca e buracos negros
Para criar os efeitos visuais para o buraco de minhoca e um buraco negro supermassivo rotativo (possuindo uma ergosfera, ao contrário de um buraco negro não rotativo), Thorne colaborou com Franklin e uma equipe de 30 pessoas na Double Negative, fornecendo páginas de equações teóricas detalhadas aos engenheiros. Eles então desenvolveram um novo software de renderização CGI com base nessas equações para criar simulações precisas da lente gravitacional causada por esses fenômenos. Algumas imagens individuais levaram até 100 horas para serem renderizadas, totalizando 800 terabytes de dados. Thorne descreveu o disco de acreção do buraco negro como "anêmico e de baixa temperatura — aproximadamente a temperatura da superfície do sol", permitindo que emitisse luz significativa, mas não radiação gama ou raios-X suficientes para ameaçar astronautas e planetas próximos. Os efeitos visuais resultantes forneceram a Thorne novos insights sobre a lente gravitacional e os discos de acreção em torno dos buracos negros, resultando na publicação de três artigos científicos.

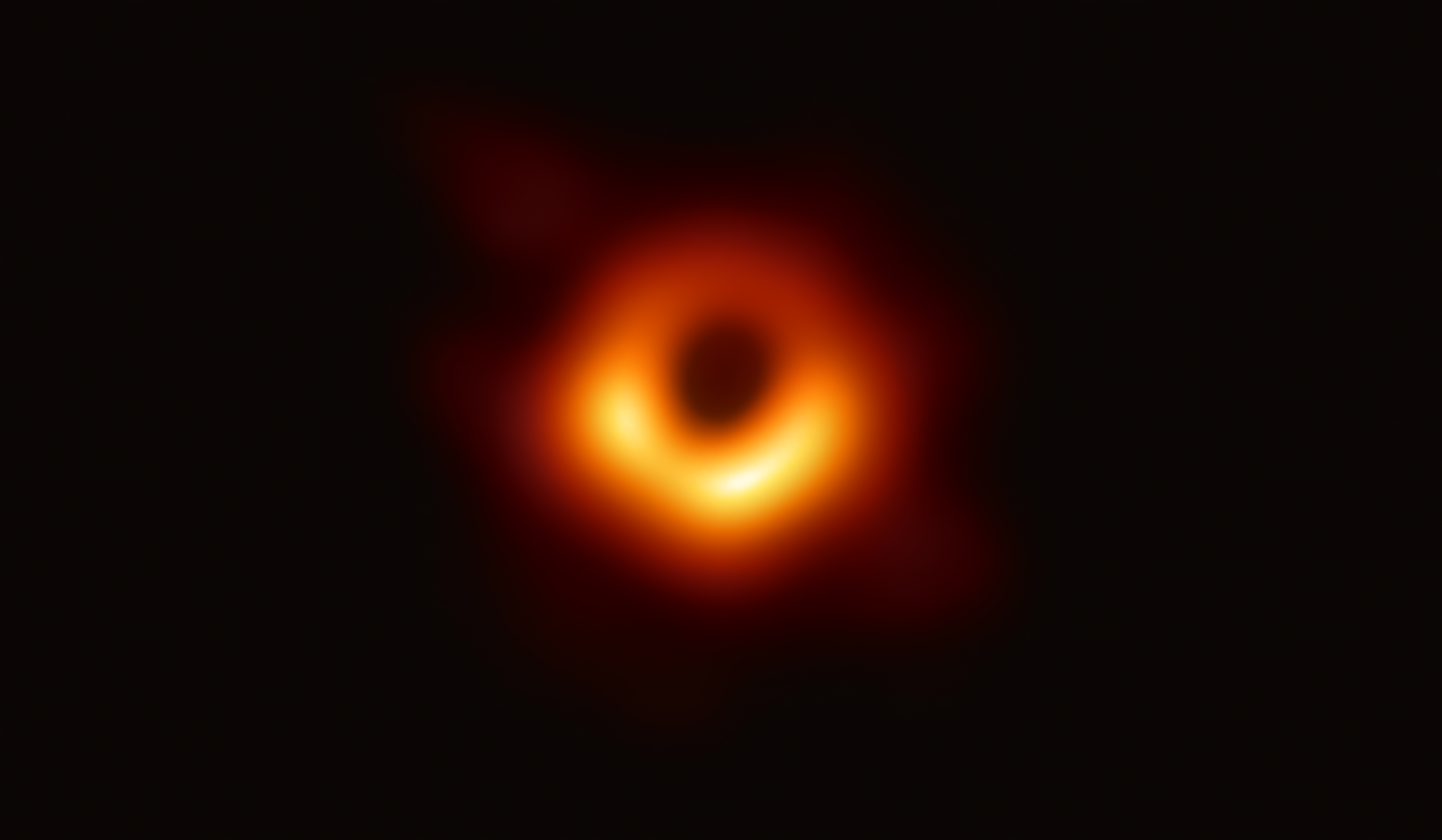
A primeira imagem do horizonte de eventos de um buraco negro, obtida pelo Event Horizon Telescope em 2019. O brilho assimétrico do disco de acreção é bem visível aqui.

Nolan estava inicialmente preocupado que uma representação cientificamente precisa de um buraco negro não fosse compreensível visualmente para o público e exigisse que a equipe de efeitos alterasse sua aparência de forma irrealista. A representação visual do buraco negro no filme não leva em conta o efeito Doppler, que, quando adicionado pela equipe de efeitos visuais, resultou em um buraco negro assimetricamente iluminado em preto e azul-escuro, cujo propósito Nolan acreditava que o público não entenderia. Como resultado, foi omitido no produto final. Nolan considerou o efeito final compreensível, desde que mantivesse perspectivas de câmera consistentes.
Como referência, a assimetria do brilho do disco de acreção é muito bem visível na primeira imagem do horizonte de eventos de um buraco negro, obtida pela equipe do Event Horizon Telescope em 2019. O site Futura-Sciences elogiou a representação correta do processo de Penrose.
No geral, segundo analistas e astrofísicos, a representação do buraco negro no filme e suas características circundantes em Interestelar se assemelha muito a dados e fotografias reais obtidas pelo Telescópio Event Horizon anos mais tarde, embora seu tom de cor seja ligeiramente diferente da realidade por razões estéticas.